# Licówka (budownictwo)

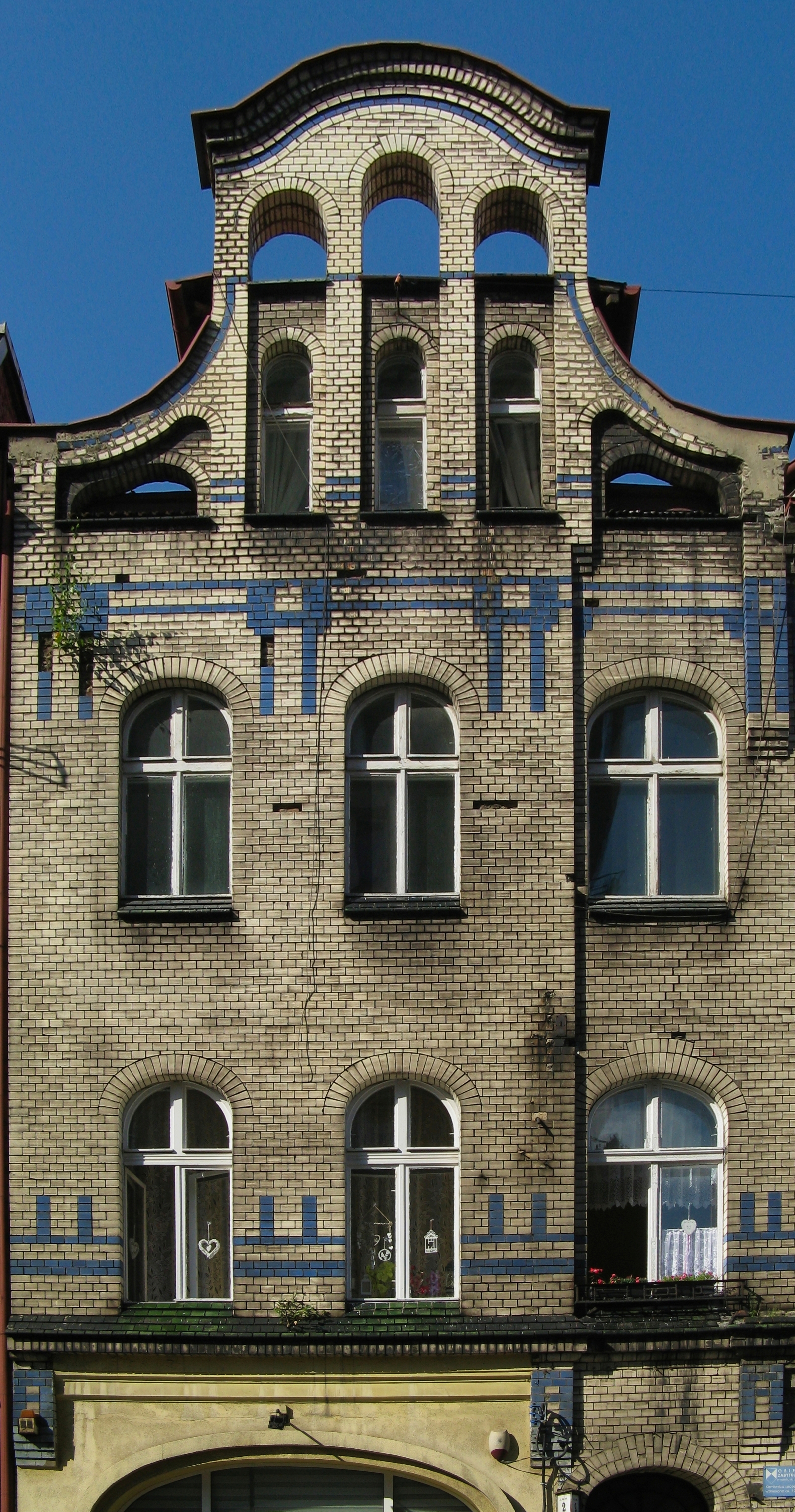
Elewacja kamienicy pokryta jasną licówką

Licówka – element budowlany w odpowiednim kształcie, rozmiarze i fakturze, do pokrywania elementów zewnętrznych lub wewnętrznych (licowania) powierzchni ścian budowli (np. cegła, płytka ceramiczna, metalowa, betonowa, kamienna lub szklana). Licówka pełni funkcję ochronną i dekoracyjną.